# Hermonassa stenochoria
Hermonassa stenochoria là một loài bướm đêm trong họ Noctuidae.